# Amt Am Stettiner Haff
Amt Am Stettiner Haff er et amt med sæde i Eggesin og blev oprettet 31. december 2004 af det tidligere amt Amt Ueckermünde-Land og den tidligere amtsfrie by Eggesin. Amt Am Stettiner Haff er en sammenslutning af administrationen af 12 kommuner.
Amtet ligger i Landkreis Vorpommern-Greifswald i den tyske delstat Mecklenburg-Vorpommern og grænser til Stettiner Haff og til landet Polen. Midt i amtet ligger den amtsfrie by Ueckermünde.
Området er præget af Haffkysten til Stettiner Haff, Ueckermünder Heide og den dermed forbundne turisme omkring Naturpark Am Stettiner Haff; derudover spiller land- skovbrug en rolle.
25. maj 2014 forlod kommunen Torgelow-Holländerei amtet Am Stettiner Haff, og blev indlemmet i Torgelow i Amt Torgelow-Ferdinandshof.

## Kommuner deres bydele og bebyggelser
- Ahlbeck med Gegensee og Ludwigshof
- Altwarp med bebyggelsen Altwarp
- Byen Eggesin med Gumnitz Holl, Hoppenwalde, Klein Gumnitz og bebyggelsen Karpin
- Grambin
- Hintersee med Zopfenbeck
- Leopoldshagen med Grünberg og Mörkerhorst
- Liepgarten med Jädkemühl og Starkenloch
- Lübs med Annenhof, Borkenfriede, Heinrichshof og Millnitz
- Luckow med Christiansberg, Fraudenhorst, Rieth og Riether Stiege
- Meiersberg
- Mönkebude
- Vogelsang-Warsin Vogelsang og Warsin